# Dylan Neal
Dylan Jeremy Neal (Richmond Hill, Ontario, Canadá, 8 de octubre de 1969) es un actor canadiense de cine y televisión.

## Biografía
Dylan Neal nació en Richmond Hill, Ontario en 1969. Seis meses después de su nacimiento, su familia se trasladó a Oakville, Ontario. Asistió a Appleby College en Oakville, y en un principio quería ser un jugador profesional de squash. Un poco después observó arte dramático en Canadá, donde se interesó en la actuación. Viaja a Estados Unidos e inicia su trayectoria como actor.

## Filmografía
- Fifty Shades of Grey (2015) - Bob Adams
- Arrow (2013-2014) - Dr. Anthony Ivo
- Cedar Cove (2013) - Jack Griffith
- Bones (2012) - Ben Fordham
- Flashpoint (2011) - Simon Griggs
- La mujer del otro (2011) - Brian Warner
- Percy Jackson y el ladrón del rayo (2010) - Hermes
- "The Traveler (2010) - Detective Alexander Black
- L. (2009) ~ Caleb Cooper
- Psych (2008) - Jann Sterling
- Blood Ties (2007-2008) - Mike Celluci
- The Jacke Effect (2006) - Robert
- CSI: Miami (2005) - Patrick Hale
- Chupacabra: Dark Seas (2005) - Lance Thompson
- Kevin Hill (2004) - Trevor Mallard
- Sabrina, the Teenage Witch (2003) - Aaron Jacobs
- She Spies (2002) - Dr. Ellison
- The President's Man (2000) - Deke Slater
- Dawson's Creek (1998-2003) - Doug Witter
- Hyperion Bay (1998-1999) - Nicl Sweeny
- Sweating Bullets (1993) - River Rhodes
- E.N.G. (1990) - Kevin Wilkes
- My Secret Identity (1989) - Sean Casey
- Captain Power and the Soldiers of the Future (1988) - Jon Power